# 北美电话区号202
电话区号202和771是北美电话区号计划中覆盖华盛顿特区的电话区号。202是1947年AT&T设立北美电话区号计划时最初的电话区号之一。2021年4月，区号771作为第二个区号添加到编号计划区域，以补充耗尽的202区号。
紧跟在新泽西州区号201之后，哥伦比亚特区是第二个电话区号计划区域（NPA）。覆盖整个行政区域的区号计划区域获得第二位号码为“0”的区号。
2021年引入771后，202区号成为重叠电话区号。此前华盛顿特区可以本地7位拨号。由于重叠区号的实施，本地拨号必须拨打十位号码。
1947年到1990年间，202是毗邻马里兰州（区号301）和弗吉尼亚州（区号703）郊区不成文的备用电话区号。这是因为整个华盛顿都会区隶属于一个话务区（LATA）。所有在马里兰州和弗吉尼亚州境内的华盛顿都会区号码都有一个不成文的202备用区号。这样的安排让都会区内的本地呼叫都可以只拨打7位号码。但是在1990年10月1日，由于号码资源接近耗竭，这一设置被取消。
美国国会办公室的电话号码以202-224、202-225、202-226或202-228开头。
引入移动电话号码可携服务后，弗吉尼亚州和马里兰州的许多手机客户也会选择拥有一个202的号码。